# Terdobbiate
Terdobbiate (piemontiul: Tardobià) település Olaszországban, Piemont régióban, Novara megyében. Lakosainak száma 442 fő (2023. január 1.). Terdobbiate Cassolnovo, Garbagna Novarese, Nibbiola, Sozzago, Tornaco és Vespolate községekkel határos.

## Népesség
A település lakossága az elmúlt években az alábbi módon változott:
| Lakosok száma | 461  | 470  | 442  |
|               | 2017 | 2018 | 2023 |